# Giải bóng đá hạng nhì quốc gia Cộng hòa Síp 1960–61
Giải bóng đá hạng nhì quốc gia Cộng hòa Síp 1960–61 là mùa giải thứ 7 của bóng đá hạng nhì Cộng hòa Síp. Enosis Agion Omologiton giành danh hiệu đầu tiên.

## Thể thức thi đấu
Có 9 đội tham gia Giải bóng đá hạng nhì quốc gia Cộng hòa Síp 1960–61. Giải được chia thành 2 bảng theo khu vực địa lý, phụ thuộc vào các Quận Cộng hòa Síp mà mỗi đội đến từ đó. Tất cả các đội trong một bảng thi đấu hai lần, một lần sân nhà và một lần sân khách. Đội nhiều điểm nhất sẽ lên ngôi vô địch. Đội vô địch mỗi bảng sẽ thi đấu với nhau trong giai đoạn cuối của giải và đội chiến thắng sẽ trở thành đội vô địch Hạng nhì.

### Hệ thống điểm
Các đội bóng nhận 3 điểm cho một trận thắng, 2 điểm cho một trận hòa và 1 điểm cho một trận thua.

## Bảng Nicosia-Keryneia-Famagusta
Đội bóng tham gia: Enosis Agion Omologiton, AEK Ammochostos, Othellos Famagusta và PAEEK FC. Đội vô địch bảng là Enosis Agion Omologiton.

## Bảng Limassol-Larnaca-Paphos
Đội bóng tham gia: Amathus Limassol, APOP Paphos FC, Panellinios Limassol, Ethnikos Asteras Limassol và Anagennisi Larnacas. Đội vô địch bảng là Panellinios Limassol.

## Playoff Vô địch
- Panellinios Limassol 5-6 Enosis Agion Omologiton
- Enosis Agion Omologiton 3-2 Panellinios Limassol